# Bompas (Pirineos Orientales)
Bompas (en catalán Bompàs) es un municipio francés situado en el departamento de los Pirineos Orientales y la región Occitania. Sus habitantes se denominan Bompassencqs en francés y Bompasencs en catalán.
Situado a orillas del Têt, en el camino de Salses a Ruscino, se denominaba antes Malpàs. El nombre se cambió en el siglo XIII después de la construcción de un puente sobre el río.

## Geografía
Bompas se sitúa por completo en la Plana del Rosellón, a una decena de kilómetros del mar y próxima a Perpiñán. Al sur, limita con el Têt.
La comuna de Bompas limita con Perpiñán, Pia, Claira y Villelongue-de-la-Salanque.

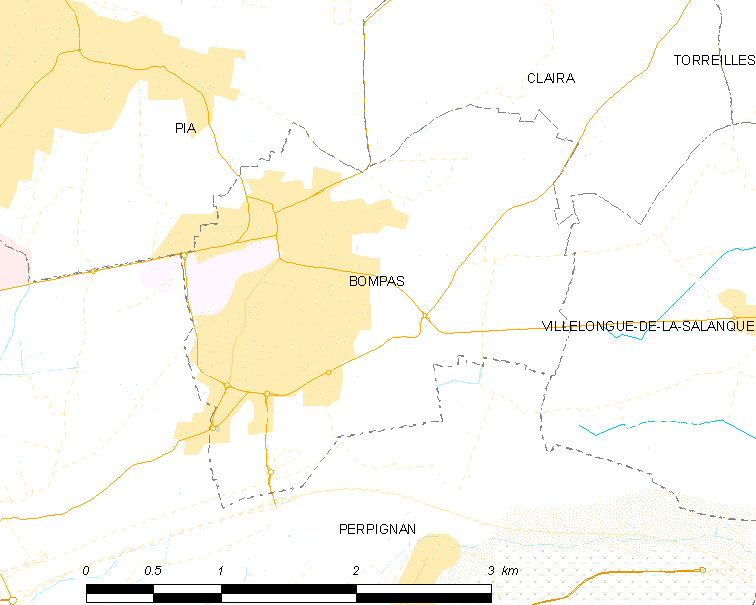
Situación de Bompas

## Administración
Bompas pertenece al Cantón de Perpiñán-7 y a la primera circunscripción del departamento de los Pirineos Orientales. El consejo municipal lo forman veintinueve regidores. Los últimos alcaldes de Bompas han sido:
- Gabriel Sola, 1971-1989 (UDF);
- Yves Mir, 1989-1995 (RPR);
- Jean-Paul Batlle, 1995-2020 (DVD).
- Laurence Ausina, desde 2020 (DVD).

## Demografía
| 1474 | 1693 | 1951 | 4670 | 6323 | 6944 |
| Para los censos de 1962 a 1999 la población legal corresponde a la población sin duplicidades (Fuente: INSEE [Consultar]) |      |      |      |      |      |

## Festejos
- Mercado todos los jueves por la mañana
- 23 de junio: fiesta de San Juan
- Último fin de semana de julio: fiesta del caracol